# Chionaspis candida
Chionaspis candida är en insektsart som beskrevs av Green 1905. Chionaspis candida ingår i släktet Chionaspis och familjen pansarsköldlöss. Inga underarter finns listade i Catalogue of Life.